# Hélder de Mendonça e Cunha
Hélder de Mendonça e Cunha (Angra do Heroísmo, 11 de janeiro de 1920 — Lisboa, 18 de março de 1992) foi um diplomata, especialista em protocolo de Estado, autor de várias obras sobre essa temática.

## Biografia
Hélder de Mendonça e Cunha nasceu na freguesia de Santa Luzia da cidade de Angra do Heroísmo, filho de Antero Veríssimo da Cunha, militar do Exército Português, e de Catarina Isaura Magalhães de Mendonça e Cunha. Os pais eram originários de uma família aristocrática da ilha Graciosa, tendo mantido ao longo da sua vida uma ligação estreita com aquela ilha.
Concluiu o ensino secundário no Liceu Nacional de Angra do Heroísmo e licenciou-se em Direito na Universidade de Lisboa. Ingressou em 1948 na carreira diplomática, tendo sido sucessivamente secretário da delegação portuguesa da NATO, em Paris, secretário da Embaixada de Portugal no Cairo, cônsul-geral de Portugal em Madrid, embaixador de Portugal na Tailândia, na Grécia, na Argentina, no Uruguai e no Paraguai, terminando a sua carreira como embaixador de Portugal junto da Santa Sé.
Para além de im distinto diplomata, foi um respeitado especialista em questões de protocolo de Estado, matéria sobre a qual publicou diversas obras que obtiveram reconhecimento internacional. Nesse âmbito, exerceu as funções de chefe do Protocolo de Estado da República Portuguesa, encarregando-se da organização e condução protocolar dos mais importantes eventos públicos da época. Nessas funções, em 1971 acompanhou Marcello Caetano na sua viagem aos Açores, para receber os presidentes dos Estados Unidos e da França.

Também se dedicou à história da diplomacia portuguesa e à poesia, deixando algumas obras publicadas. Foi condecorado com a grã-cruz da Ordem de Cristo e com a grã-cruz da Ordem do Infante D. Henrique, entre outras condecorações portuguesas. Recebeu múltiplas distinções e condecorações estrangeiras. Em maio de 2008 foi condecorado, a título póstumo, pela Região Autónoma dos Açores com a Insígnia Autonómica de Mérito Profissional.

## Obras publicadas
Entre outras, é autor das seguintes obras:
- Afinal a voz do vento... poemas de Helder de Mendonça. Lisboa, Ática, 1959.
- Sombras e sonhos. Bangkok, Charles Barbier Publisher, 1969.
- The 1820 land concession to the Portuguese (in the Kingdom of Siam). Separata do Journal of the Siam Society (JSS), July 1971, Vol. 59, Part 2.
- Thailand and Portugal : 470 years of friendship, Lisboa, Fundação Calouste Gulbenkian, 1982.
- Regras do cerimonial Português, Lisboa, Liv. Bertrand (5 edições de 1978 a 1992).
- Gente em Portugal. Liv. Bertrand, 1990.